# Classics II (álbum de Era)
Classics II es el sexto álbum de Era, lanzado en el 2010, es una secuela del álbum Classics al igual que el álbum anterior retoma canciones de artistas reconocidos en la música clásica.

## Influencia
En este álbum se utilizaron y se modificaron tiempo y tonadas de las músicas clásicas de los siguientes compositores:
- Wolfgang Amadeus Mozart
- Ludwig van Beethoven
- Piotr Ilich Chaikovski
- Johann Sebastian Bach
- Georg Friedrich Händel
- Tomaso Albinoni
- Johann Pachelbel

## Álbum
Por lo general, no es promisorio que un artista edite un nuevo álbum cada año. Eric Levi no ha abandonado la idea de utilizar la melodía clásica. Sin embargo hay que reconocer que este álbum es un pequeño paso hacia adelante. Se puede sentir el aliento de ritmos, melodías y estados de ánimo de Era. En este álbum se tomaron melodías clásicas como "Mozart's Requiem", "Tchaikovski’s Concerto for violon N°1", "Beethoven’s Moonlight Sonata" y "Bach’s Cello Suite N°1 in G major" se les cambió la letra, tiempo y tonada dando origen a las canciones "Madeus", "Thunder Flash", "I'm not Angel" y "A Brand New Day" respectivamente. También se incluye la canción Voxifera del anterior álbum The Mass pero esta vez agregándole una batería y cambiando el orden de la letra llamándose así "Voxifera (Rock Edit)". "Outro Madeus" dura solo 44 segundos ya que es el coro de "Madeus" que volvieron a incluir, esta es la razón del nombre.

## Portada
La portada es similar a la de Classics por obvias razones. El león de color blanco, el Grifo rojo, las alas blanca y negra y el escudo de Era siguen presentes. La diferencia esta en que el escudo de Era esta en llamas el fondo del mismo es de color negro y no tiene estilo ajedrezado, las cruces de arriba y abajo son blancas, también la cruz superior desaparece, el fondo de la portada es de color fuego con una imagen de algo similar a una batalla, del lado izquierdo el bien y a la derecha el mal.

## Video
Ninguna canción del álbum hasta ahora tiene video propio. Lo que existe es un Teaser del álbum con las canciones "Abbey Roads Blues", "Ave Paternum Deo" y "Madeus" llamado solo "Classics II". El video dura 1:34 y es una continuación de "The Chosen Prayer" (teaser de Classics). Al principio mientras se muestran escenas de los videos The Chosen Prayer, The Mass y Divano se recitan las siguientes palabras :
| Francés | Español |
| --- | --- |
| Dans un monde où l'ardeur de gagner des richesses et du pouvoir, multipliait les hommes qui vendaient leurs âmes au Diable; celle dont le destin était de briser les projets maléfiques des forces du mal, allait inspirer la révolte et la victoire du bien, contre l'obscure | En un mundo donde el afán de ganar riquezas y poder, multiplicó los hombres que vendieron su alma al diablo, cuyo único destino era destruir los planes maléficos de las fuerzas del mal, inspiraría a la rebelión y la victoria del bien contra la oscuridad. |

En el video se muestra un sacerdote y una chica que esconden un documento dentro de una pared mientras una monja los espía, ella hurta este papel y lo entrega junto con una cruz a un caballero templario que a continuación tiene una justa contra la chica de hace unos instantes, el pierde y se recupera el documento robado.

## Lista de canciones
Al igual varios de sus álbumes, se incluyen 10 canciones que son:

| #   | Título               | Canción original                      | Duración |
| --- | -------------------- | ------------------------------------- | -------- |
| 1.  | Ave Paternum Deo     | Pachelbel’s Canon                     | 4:04     |
| 2.  | Madeus               | Mozart’s Requiem                      | 4:14     |
| 3.  | Abbey Road Blues     | Albinoni ‘s Adagio in G minor         | 4:37     |
| 4.  | A Brand New Day      | Bach’s Cello Suite N°1 in G major     | 4:34     |
| 5.  | Voxifera (Rock Edit) | Voxifera (The Mass)                   | 3:48     |
| 6.  | Prelude              | Original de Era                       | 3:26     |
| 7.  | I'm No Angel         | Beethoven’s Moonlight Sonata          | 4:32     |
| 8.  | Journey              | Haendel’s Lascia Ch'io Pianga         | 4:03     |
| 9.  | Thunder Flash        | Tchaikovski’s Concerto for violon N°1 | 4:49     |
| 10. | Outro Madeus         | Mozart’s Requiem                      | 0:44     |